# Phonéographie

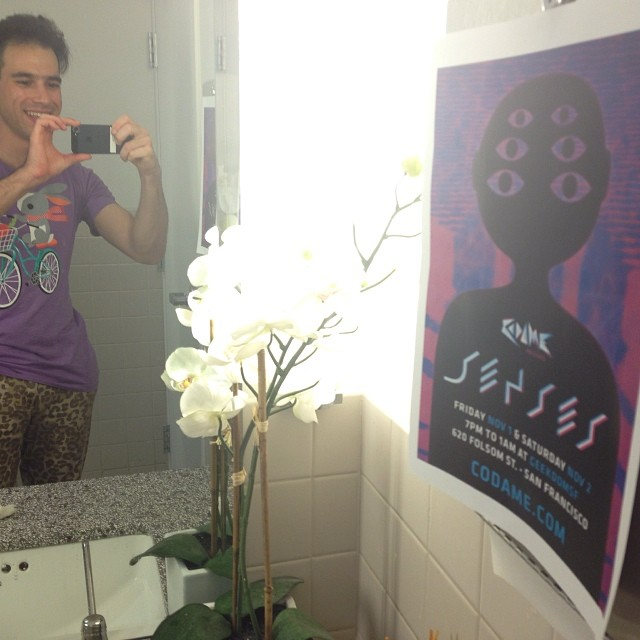
Prise de photo avec un téléphone mobile.

La phonéographie est la pratique de la photographie numérique avec un téléphone mobile ou photophone.
L'évolution des téléphones mobiles permet d'intégrer des systèmes de prise de vues numériques d'une qualité désormais satisfaisante, sans toutefois égaler celle d'un appareil photographique réflex ou compact. Comme les téléphones mobiles sont souvent transportés en permanence par leur propriétaire, la phonéographie permet de saisir les instants de la vie quotidienne. De nombreuses applications sont disponibles pour améliorer les images obtenues grâce à un post-traitement numérique, et pour faciliter la diffusion des photographies sur les réseaux sociaux.
Les termes de photophonie et de phonographie sont employés comme des synonymes de phonéographie. Quant au mot iPhonéographie (écrit avec cette typographie peu conforme), il est employé pour désigner la phonéographie pratiquée avec un iPhone.
Près de quatre ans après son introduction dans la langue française, la fréquence d'emploi de ce néologisme reste extrêmement faible et l'on peut penser qu'il ne réussira pas à s'imposer.

## Caractéristiques des systèmes de prise de vue
Les capteurs des téléphones mobiles sont de petites dimensions, mais ils permettent de prendre des images entre 3 et 12 mégapixels. La partie optique correspond à une focale fixe, généralement proche d'un objectif grand angle de 28 mm en 24x36 mm. Le flash est peu puissant, mais il permet d'éclairer des sujets proches. La plupart des smartphones sont conçus pour prendre des photos en automatisme complet, sans possibilité de procéder à des réglages manuels.

## Impact des caractéristiques des smartphones sur la photographie

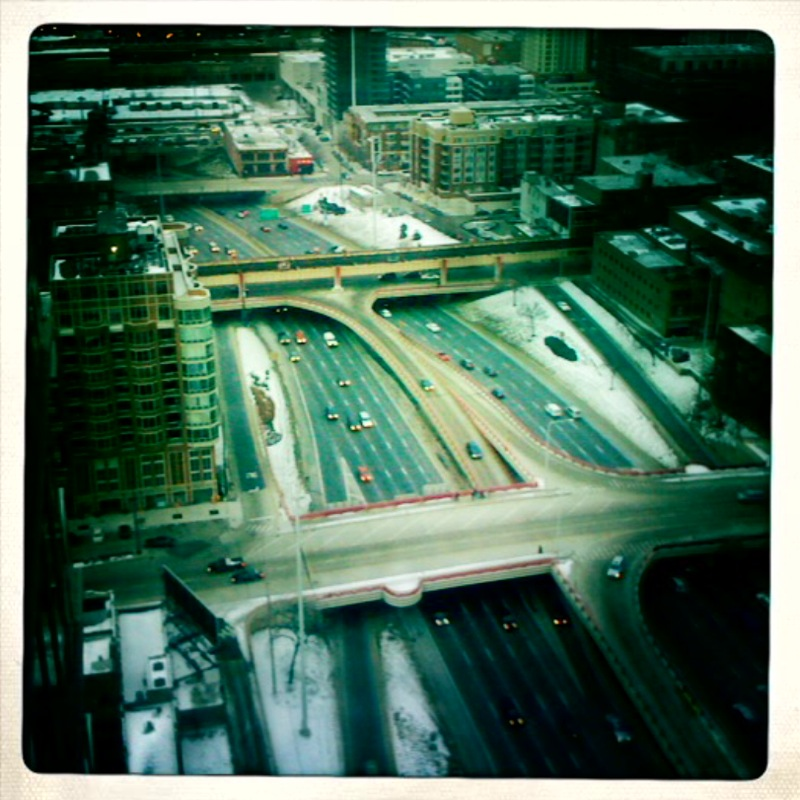
Photo de Chicago prise avec l'application Hipstamatic, illustrant les effets de texture, vignettage et d'aberration chromatique.

En contrepartie de leur disponibilité permanente, les téléphones mobiles présentent de nombreuses limitations par rapport aux appareils photographiques, qui peuvent être vues comme des obstacles ou bien des pistes de création :
- une ergonomie conçue pour téléphoner ou pour surfer sur Internet, plutôt que pour photographier. Pour améliorer la stabilité, il est recommandé de coller les coudes aux côtes plutôt que de tenir l'appareil à bout de bras.
- une dégradation de la qualité de l'image en situation de faible luminosité, avec l'apparition de bruit numérique.
- une faible dynamique enregistrable (capacité à enregistrer des images avec de forts écarts de luminosité).
- une focale fixe, bien que certains accessoiristes proposent des compléments optiques. Il est préférable de se déplacer pour recadrer un point de vue plutôt que d'employer le zoom numérique qui dégrade la qualité de l'image. La focale courte des smartphones oblige fréquemment à se rapprocher du sujet, et elle accentue l’effet de perspective.
- une grande profondeur de champ, liée à la petite taille du capteur et à l'objectif grand angle. Il n'est généralement pas possible de rendre flou l'arrière-plan pour faire ressortir le sujet. Il est donc nécessaire de faire attention à l'effet sur l'image du décor situé derrière la personne ou l'objet photographié.
- l'absence de réglage manuel, quoique les automatismes sont généralement fiables.

En revanche, les smartphones présentent des éléments facilitant la prise de photographies :
- un faible encombrement, qui permet de transporter l'appareil en permanence.
- l'affichage à l’écran d'une grille qui facilite une composition équilibrée de l'image, notamment la règle dite des tiers, qui définit les quatre points forts de l'image.
- un objectif grand angle lumineux avec une forte profondeur de champ, favorable notamment pour la photographie de paysage.
- un vaste choix d'applications qui permettent d'améliorer les photographies prises.

## Applications et amélioration de l'image

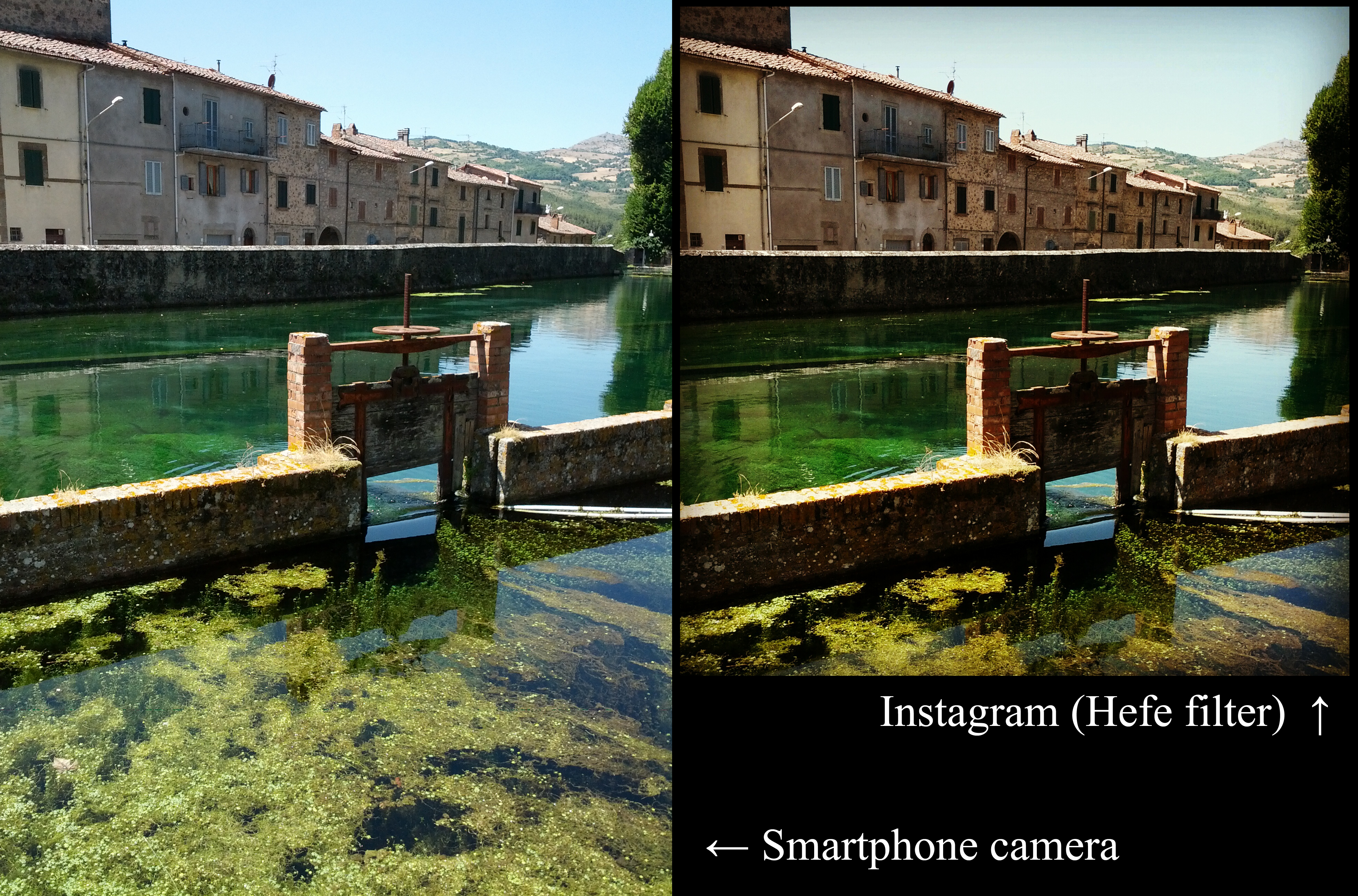
Exemple de photographie modifiée avec l'application Instagram.

En 2020, il est possible de faire des changements directement avec les applications photos pré-téléchargées dans les smartphones. Les utilisateurs peuvent aussi se servir d'un grand nombre d'autres applications pour améliorer la qualité des images prises. Il s'agit principalement de :
- faire des retouches en post-traitement numérique (Snapseed...) ;
- appliquer des filtres donnant notamment à l'image un effet de photographie ancienne (Hipstamatic...), ou de bande dessinée (Halftone...);
- faire des panoramas en assemblant une série d’images (360 panorama...) ;
- distordre l'image de façon à obtenir des effets créatifs (Decim8...) ;
- simuler l'emploi d’appareils photographiques dotés de plusieurs lentilles (Squara...);
- reproduire des cadres autour des images (Pic Jointer...) ;
- publier les images prises sur des réseaux sociaux (Instagram...).

## Liens externes

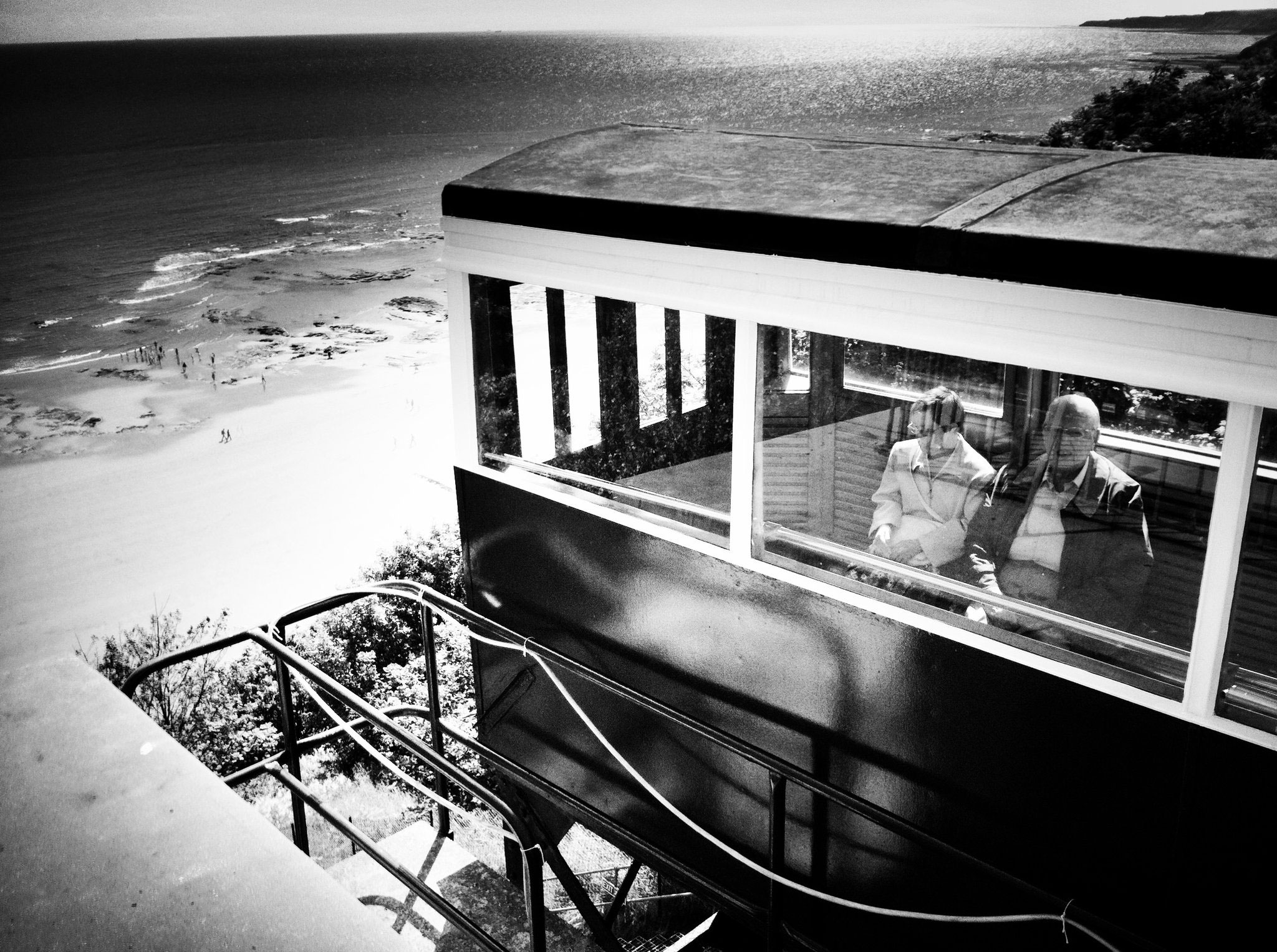
Funiculaire victorien des falaises au sud de Scarborough, au Royaume-Uni. Cet exemple de phonéographie montre un traitement en noir et blanc, et un fort vignettage.